# Parafia Matki Bożej Fatimskiej w Krakowie (Dębniki)
Parafia Matki Bożej Fatimskiej w Krakowie – parafia rzymskokatolicka należąca do dekanatu Kraków-Podgórze archidiecezji krakowskiej na os. Podwawelskim przy ulicy Komandosów.

## Historia kościoła
Wraz z pierwszymi blokami mieszkalnymi na os. Podwawelskim powstawała parafia, początkowo jako rektorat, nad którą duszpasterską opiekę sprawował ks. proboszcz Adam Gacek. Podjęte przez niego starania o zezwolenie na budowę nowego kościoła trwały kilkanaście lat i uwieńczone zostały sukcesem w maju 1982 r. 21 maja 1982 ks. kard. Franciszek Macharski dokonał uroczystego poświęcenia placu budowy, a w rok później papież Jan Paweł II na krakowskich Błoniach poświęcił kamień węgielny, który miał być wmurowany pod budowany nowy kościół na Ludwinowie.
11 czerwca 1986 ks. kard. Franciszek Macharski wmurował kamień węgielny wraz z aktem erekcyjnym w fundamenty kościoła pw. Matki Bożej Fatimskiej świątyni, stanowiącej wotum wdzięczności za ocalenie życia Jana Pawła II.
7 października 1998, w przeddzień 20. rocznicy pontyfikatu Jana Pawła II, aktu konsekracji dokonał ks. kard. F. Macharski.

## Zasięg parafialne
Do parafii należą wierni z Krakowa (ulice: Komandosów, Ludwinowska, Rozdroże, Słomiana nry nieparzyste, Swobody, Turecka i Zatorska)